# Prince of Wales-Hyder Census Area

Prince of Wales-Outer Ketchikan Census Area
(bis 19. Mai 2008)

Die Prince of Wales-Hyder Census Area ist eine Census Area im US-Bundesstaat Alaska im Südosten des Alaska Panhandle. Am 19. Mai 2008 fielen große Teile der Census Area, die bis dahin Prince of Wales-Outer Ketchikan hieß, an den Ketchikan Gateway Borough. Weil auch die Region Outer Ketchikan ausgegliedert worden war, kam es zur Namensänderung auf Prince of Wales-Hyder.
Während die Prince of Wales-Outer Ketchikan Census Area ein zusammenhängendes Gebiet darstellte, das den Ketchikan Gateway Borough umschloss, besteht die Prince of Wales-Hyder Census Area hauptsächlich aus der Prince-of-Wales-Insel und einem kleinen Gebiet um die Ortschaft Hyder an der Grenze zur kanadischen Provinz British Columbia.
Bei der Volkszählung im Jahr 2020 lebten hier 5753 Menschen. Die Prince of Wales-Outer Ketchikan Census Area hatte eine Fläche von 32.909 km², wovon 19.193 km² auf Land und 13.716 km² auf Wasser entfallen.
Prince of Wales-Hyder gehört zum Unorganized Borough und hat somit keinen Verwaltungssitz.
Teile des Alaska Maritime National Wildlife Refuge, des Misty Fjords National Monument und des Tongass National Forest liegen in der Census Area.

Die Kake Cannery hat seit Dezember 1997 den Status eines National Historic Landmarks.

Sechs Bauwerke, Stätten und historische Bezirke (Historic Districts) der Census Area sind im National Register of Historic Places („Nationales Verzeichnis historischer Orte“; NRHP) eingetragen (Stand 3. Februar 2022), darunter hat die Kake Cannery den Status eines National Historic Landmarks („Nationales historisches Wahrzeichen“).

## Städte und Orte
In der Prince of Wales-Hyder Census Area befinden sich 10 Cities (Gemeinden) sowie 6 Census-designated places (gemeindefreie Gebiete) (Stand 2020).

### Cities
- Coffman Cove
- Craig
- Edna Bay
- Hydaburg
- Kake
- Kasaan
- Klawock
- Port Alexander
- Thorne Bay
- Whale Pass

### Census-designated places (CDPs)
- Hollis
- Hyder
- Metlakatla
- Naukati Bay
- Point Baker
- Port Protection